# 娱乐软件协会
娱乐软件协会（Entertainment Software Association，ESA）是美国电子游戏产业的贸易协会。它在1994年4月成立时名称为互动数字软件协会（Interactive Digital Software Association，IDSA），2003年7月16日改为现名。它位于华盛顿特区。
游戏领域大多巨头发行商（或其美国子公司）都是ESA成员，如卡普空、迪士尼互动、艺电、科乐美、微软、万代南梦宫娱乐、任天堂、世嘉、索尼互動娱乐、史克威尔艾尼克斯、Take-Two Interactive、育碧软件和华纳兄弟互动娱乐。
ESA还在加州洛杉矶组织了一年一度的电子娱乐展(E3)。ESA的政策基于ESA三个工作组的成员公司：“知识产权工作组”、“公共政策委员会”和“公共关系工作组”。

## 历史
IDSA/ESA的概念源于电子游戏《真人快打》中所描绘的暴力所引发的争议。这导致了在1993年底的美国国会听证会上，电子游戏行业因《真人快打》(Mortal Kombat)和《午夜陷阱》(Night Trap)等游戏中的暴力程度而受到审查。在这些听证会上，世嘉和任天堂将这种情况归咎于对方，理由是他们在为玩家评估游戏内容的方式上存在差异。在听证会之后，国会议员乔·利伯曼提出了1994年的《电子游戏评级法案》，该法案将设立一个政府监督的委员会来建立电子游戏的评级系统，并威胁说如果电子游戏行业不主动推出自己的评级系统，就将推动该立法。
在意识到政府监管的威胁后，这些公司决定成立IDSA作为统一战线代表这一级别的所有电子游戏公司。随后又成立了娱乐软件分级委员会(ESRB)，为电子游戏创建一个自愿且标准化的评级方法。起初，世嘉向IDSA提议他们想要使用电子游戏分级委员会的评级，但任天堂拒绝了这个提议，担心这个方法并不合适。1994年7月，IDSA代表再次向国会提交了ESRB，该标准被国会接受并成为美国工业的标准。
2003年7月21日，IDSA正式更名为娱乐软件协会(ESA)。名的目的是为了反映相关公司主要从事跨设备的娱乐软件开发，而新名称的选择则是为了更清晰地定义该行业。Doug Lowenstein创立了ESA。2006年12月14日，游戏博客Kotaku报道， Doug Lowenstein 将辞职，转而从事行业外的金融工作。2007年5月17日，Mike Gallagher 取代道格·洛温斯（Doug Lowenstein）成为ESA 。
2019年，《综艺》杂志报道称， Gallagher在前几年的一些相关问题上失去了董事会的信任。他的办公室被描述为一个有毒的工作环境，他让下属相互对立，并向下属们发送贬低他们的信息。他还解雇了一名经验丰富的高级员工，转而聘用了他喜欢的新员工。随着2016年唐纳德·特朗普当选美国总统，Gallagher试图公开使ESA与特朗普的政策保持一致，例如，2017年减税与就业法案。但该法案在协会成员中并不受欢迎。时任董事会主席的罗伯特·阿尔特曼(Robert A. Altman)和副主席菲尔·斯宾塞(Phil Spencer)带头对Gallagher的行为进行了内部调查。2018年10月3日，Gallagher宣布x卸任总裁一职; 在ESA寻找永久继任者期间，时任ESA高级副总裁斯坦利-皮埃尔-路易斯（Stanley Pierre-Louis）担任临时总裁。最终，ESA于2019年5月选择皮埃尔-路易斯为永久总裁兼首席执行官。

## 活动
除了监督ESRB之外, ESA还组织了电子娱乐展会(E3)。在 IDSA成立后，视频游戏行业开始关注他们在最近的消费电子展上所受到的待遇，并开始寻找另一个贸易展览场地。 IDSA与国际数据集团 (IDG) 合作，于1995年5月在洛杉矶举办了第一届E3展览会。事实证明，第一届E3比预期的要成功得多。因此，IDSA与IDG协商，获得了E3的所有权和知识产权，而IDG则负责协助活动的执行。在1997年的一次采访中，IDSA主席Doug Lowenstein说E3也是IDSA的主要收入来源。截至2016年，E3的运营收入约占该组织年度预算的48%，另外的37%来自于会员会费。一些会员公司批评ESA将重点分散在制作 E3和充当立法倡导团体上，但这两个重点都没有得到足够的重视。随着索尼和艺电等公司高调退出E3之后, E3的发展方向受到了质疑。一些成员主张将E3的运营业务分拆成一个独立的公司。最终在2023年12月，ESA停止了E3的运营。
ESA 带头反对可能对视频游戏产业有害的立法，尤其是与 ESRB 下的视频游戏评级争议有关的立法，并且鼓励有利于该产业的立法。值得注意的是，ESA 是布朗诉娱乐商业协会案（Brown v. Entertainment Merchants Association）的原告之一，2012 年美国最高法院在该案中判定电子游戏是受第一修正案保护的作品，并且帮助将娱乐软件纳入 1996 年《信息技术协定》。
除此之外，ESA还参与州政府和联邦政府的游说活动。据彭博新闻社报道，在2011 年第一季度，ESA 在华盛顿特区的游说活动中花费了约 110 万美元。ESA 最初是反盗版 SOPA 和 PIPA 立法的支持者，Red 5 Studios 的首席执行官马克-克恩（Mark Kern）成立了游戏--玩家联盟（LFG）作为回应。2012 年 1 月，ESA 放弃了对 SOPA 和 PIPA 立案的支持，同时呼吁国会制定一个更加平衡的版权方案。
纽约律师事务所互动娱乐部主席格雷戈里-博伊德（Gregory Boyd）表示：”在游说方面，个别公司听从的'主要行业团体'是娱乐软件协会（ESA）。该组织在 2012 年花费了 483 万美元，比 Facebook、谷歌甚至美国全国步枪协会（NRA）都要多。“
ESA 还致力于为其代理的公司打击和减少视频游戏等相关作品的版权侵权行为。通常的做法是向托管侵权作品的网站发送删除或停止的通知。并与谷歌等搜索引擎合作，将托管侵权文件的网站从列表中除名。此外，他们还与执法机构合作，培训代理人员如何处理侵犯版权的问题。
ESA表示支持战利品箱机制，认为这种行为并不构成赌博。

## 争议
2019年8月3日，人们发现从ESA的网站上可以公开访问一份未加密的个人参会者数据列表。这份名单包含 2000 多人的信息，其中大部分是参加过 2019年E3的媒体和在社交媒体上具有影响力的人。ESA在发现该列表公开可见后删除了该列表，并为允许信息公开的行为而进行道歉。然而，用户在使用类似的技术访问 2019 年的数据时，发现在其网站的用户认证部分仍可获得 6000 多名参加过 E3活动的参与者的类似日期；ESA在收到该通知后也随即删除了这些信息。